# قائمة الأنواع الفنية
هذه قائمة بالأنواع الفنية في الأدب والترفيه (الأفلام والتلفاز والموسيقى وألعاب الفيديو)، باستثناء الأنواع الفنية في الفنون البصرية.
النوع الفني هو المصطلح الذي يصف أي تصنيف للأعمال الإبداعية، ما يتضمن الأدب وأشكال الفنون أو الترفيه الأخرى (كالموسيقى) –سواء أكانت مكتوبة أم منطوقة، صوتية أم مرئية- بناء على بعض المعايير الأسلوبية. تتشكل الأنواع من خلال الأعراف التي تتغير بمرور الوقت مع اختراع أنواع جديدة وتوقف استخدام الأنواع القديمة. غالبًا ما تتناسب الأعمال مع أنواع متعددة عن طريق استعارة هذه الأعراف وإعادة جمعها.

## الأنواع الأدبية

### الأكشن
قصة الأكشن مشابهة للمغامرة، وعادة ما يتخذ بطلها منعطفًا محفوفًا بالمخاطر يقوده إلى مواقف يائسة (بما في ذلك انفجارات ومشاهد قتال وهروب جريء، وما إلى ذلك). عادة ما يصنف الأكشن والمغامرة معًا (وأحيانًا تحت تصنيف «أكشن- مغامرة») لأنهما يشتركان في أشياء كثيرة، ويندرج العديد من القصص تحت النوعين في آن معًا (مثلًا، يمكن تصنيف سلسلة جيمس بوند في النوعين).
- الخيال العسكري: قصة عن حرب أو معركة يمكن أن تكون إما تاريخية أو خيالية. عادة ما تتبع الأحداث التي يعيشها محارب ما في خلال المعركة.
- الخيال الجاسوسي: قصة عن عميل سري (جاسوس) أو موظف عسكري يُرسل في مهمة تجسس. يكونون في العادة مجهزين بأدوات خاصة يتبين أنها مفيدة في أثناء المهمة، ويتلقون تدريبًا خاصًا في أمور كالقتال غير المسلح أو قرصنة الكمبيوتر. قد يعملون لصالح حكومة ما وقد لا يعملون.

### المغامرة
تدور قصة المغامرة حول بطل يذهب في رحلة إلى أماكن بعيدة أو ملحمية لينجز شيئًا ما. يمكن أن تتضمن عناصر عديدة من أنواع أخرى، لأنها نوع أدبي منفتح جدًا. يُرسل البطل في مهمة ويواجه عقبات ليصل إلى وجهته. وأيضًا، عادة ما تتضمن قصص المغامرة مواقع وشخصيات غير معروفة لها خصائص أو ميزات قيّمة.
- خيال الأبطال الخارقين: قصة تتقصى مغامرات محاربي جريمة يرتدون أزياء ويعرفون باسم الأبطال الخارقين، والذين غالبًا ما يحوزون قوى خارقة ويحاربون مجرمين ذوي قوى مشابهة، يُعرفون باسم الأشرار الخارقين.
- المتعنترون.
- الرومانسية الروريتانية: نوع من روايات مغامرات المتعنترين، تدور في بلاد خيالية، عادة في أوروبا الوسطى أو أوروبا الشرقية.

### الكوميديا
الكوميديا قصة تحكي عن سلسلة من الأحداث الطريفة أو الهزلية، والتي تهدف إلى إضحاك الجمهور. هي نوع منفتح جدًا، وبالتالي تتقاطع مع العديد من الأنواع الأخرى على نحو متكرر.
كوميديا الأخلاق: عمل يسخر من آداب الطبقة الاجتماعية وتأثيراتها، وغالبًا ما يجري تمثيلها بشخصيات وضعية. غالبًا ما تتعلق حبكة الكوميديا بعلاقة حب غير مشروعة أو فضيحة أخرى، ولكنها عمومًا أقل أهمية من حوارها الذكي. لهذا الشكل من الكوميديا أصل قديم، ترجع على الأقل إلى مسرحية جعجعة بلا طحن لشكسبير.
الفانتازيا الهزلية: نوع فرعي من الفانتازيا يتميز بالدرجة الأولى بروح الدعابة من حيث النية واللهجة. عادة ما تدور الفانتازيا الهزلية في عوالم خيالية، وغالبًا ما تتضمن التورية والمحاكاة الساخرة لأعمال الفانتازيا الأخرى. تعرف أحيانًا باسم الفانتازيا الدنيا على عكس الفانتازيا العليا، التي تُعد جدية بصورة أساسية من حيث النية واللهجة. يُستخدم مصطلح «الفانتازيا الدنيا» أيضًا ليمثل أنواعًا أخرى من الفانتازيا، لذا في حين يمكن أن تصنف الفانتازيا الهزلية تصنيفًا صحيحًا في بند الفانتازيا الدنيا، العديد من الأمثلة في الفانتازيا الدنيا ليست هزلية بطبيعتها.